# تبعثر الأشعة السينية بزاوية صغيرة

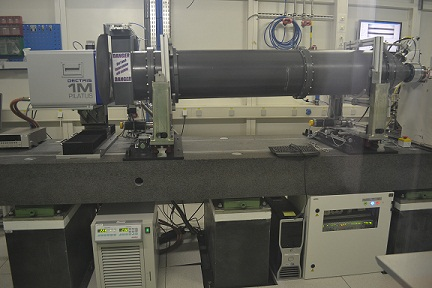

تبعثر الأشعة السينية بزاوية صغيرة (بالإنجليزية: Small angle X-ray scattering)‏ وتختصر التسمية إلى (SAXS) وهو تقنية تبعثر للأشعة السينية [الإنجليزية]، حيث يسجل التبعثر المرن للأشعة السينية (بأطوال موجات 0,1... 0,2 نانومتر) عند زوايا صغيرة للغاية (عادة بين 0,1 - 10°) إثر سقوطها على عينة غير متجانسة في المجال النانوي. يحتوي هذا المجال الزاوي على معلومات عن شكل وحجم الجزيئات الضخمة، والمسافات الموصفة للمواد المرتبة جزئيا، وحجم الثقوب، ومعلومات أخرى. يمكن لهذه التقنية أن تعطينا معلومات بنيوية عن الجزيئات الضخمة (5-25 نانومتر) ذات المسافات المتكررة في النظم المرتبة جزئيا حتى 150 نانومتر. أما تقنية «تعثر الأشعة السينية بزاوية فائقة الصغر» (USAXS) فيمكنها حل أبعاد أكبر.
تنتمي SAXS و USAXS إلى مجموعة تقنيات حيود الأشعة السينية المستخدمة في توصيف المواد. وفي حالة الجزيئات الضخمة الأحيائية مثل البروتينات، تكون ميزة SAXS على علم البلورات هو عدم الحاجة إلى عينات بلورية. أما طرق مطيافية الرنين المغناطيسي النووي(NMR) فهي تتكفل بالجزيئات الضخمة ذات الكتلة الجزيئية الأكبر (>30000-40000). بسبب التوجه العشوائي للجزيئات المذابة أو المرتبة جزئيا، فإن المتوسك الفراغي يؤدي إلى ضياع المعلومات في SAXS مقارنة بعلم البلورات.
تنبعث الفوتونات فيها وتتبعثر بمرونة من العينة. ولا يجب أن تكون هذه العينة سميكة. يمكن للسوائل أن تختبر. كما يمكن متابعة الظواهر التي تحدث بمقياس النانومتر.
ويمكن لهذا النوع من الأشعة السينية أن يحدث عندما تتفاعل فوتونات الأشعة السينية مع ذرات الجسم، وعند تصوير الأشعة السينية (تصوير إشعاعي). الانحرافات الناتجة من مدى جودة الصورة تنتج من تقلييل مدى تباينها.

## تطبيقاتها
تستخدم تقنية SAXS لتحديد البنى الميكروية والنانوية لأنظمة الجسيمات من حيث الأحجام الوسطية، وأشكال، وتوزيع الجسيمات، ونسبة الحجم إلى السطح. يمكن أن تكون المواد صلبة أو سائلة ويمكن أن تحتوي أجزاءً صلبة أو سائلة أو غازية من المادة نفسها أو من مادة أخرى بأي تركيب كان. وليست الجسيمات فقط، ولكن يمكن دراسة بنى الأنظمة المرتبة مثل الرقائق، والمواد التي تشبه الكسيرات. والتقنية دقيقة، ولا إتلافية، وتتطلب عادة تحضيرًا قليلا للعينة. التطبيقات كثيرة جدًا وتتضمن الغروانيات بجميع أنواعها، والفلزات، الأسمنت، والنفط، والمكثورات، واللدائن، والبروتينات، والأغذية، والأدوية ويمكن أن توجد في نطاق الأبحاث عدا عن وجودها في ضبط الجودة. يمكن لمنبع الأشعة السينية أن يكون مخبريا أو منبع ضوء سينكروترون [الإنجليزية] الذي يعطي فيضا من الأشعة السينية.

## تجهيزات SAXS
في تجهيزات SAXS يسلط شعاعا أحادي اللون من الأشعة السينية على العينة فتتبعثر بعضها في حين تخترق معظمها العينة دون أن تتآثر معها. تشكل الأشعة السينية المبعثرة نموذج تبعثر يلتقط عند المكشاف وهو مكشاف للأشعة السينية مسطح وثنائي البعد، ويقع هذا المكشاف خلف العينة وعمودي على اتجاه الشعاع الأولي الذي يسقط على العينة. يحتوي نموذج التبعثر على معلومات عن البنية في العينة.
ويعد فصل الشدة المبعثرة الضعيفة عن الشعاع الأساسي القوي هو المشكلة الأساسية التي يجب أن نتغلب عليها في تجهيزات SAXS. وكلما كانت الزاوية المرغوبة أصغر، كان الأمر أصعب. الأمر يشبه المشكلة التي تواجهنا عند مراقبة الأشعاع الضعيف لجسم قريب من الشمس، مثل هالة الشمس. ويصبح الأمر ممكنا فقط إذا حجب القمر الضوء الأساسي للشمس فيصبح ضوء الهالة مرئيا. وبالمثل، فإن حزمة الأشعة السينية غير المتبعثرة التي تمر عبر العينة يجب أن تحجب دون أن نحجب الإشعاع المتبعثر المتاخم جدًا. إن معظم منابع الأشعة السينية المتوفرة تولد حزم متباعدة وهذا يعقد المسألة. يمكن حل المشكلة من حيث المبدأ بتبأير الحزمة، ولكن الأمر ليس بهذه السهولة وخصوصا مع الأشعة السينية ولم يجرى من قبل عدا على السينكروترون حيث يمكن استخدام مرايا كبيرة منحنية. وهذا هو السبب وراء لجوء معظم أجهزة SAXS المخبرية إلى مسامتة [الإنجليزية] الأشعة بدلا عن منابع الأشعة السينية.
يمكن تقسيم تجهيزات SAXS المخبرية إلى مجموعتين أساسيتين: تجهيزات المسامتة النقطية والمسامتة الخطية:
1. تجهيزات المسامتة النقطية ذات ثقوب تشكل حزمة الأشعة السينية إلى بقعة صغيرة دائرية أو أهليلجية تضيء العينة. وبهذا يكون التبعثر موزعا على نحو مركزي متناظر حول حزمة الأشعة السينية الأساسية ويتألف نموذج التبعثر على سطح المكشاف من دوائر حول الشعاع الأساسي. وبسبب حجم العينة المضاءة الصغير والإفراط في عملية المسامتة فإن الشدة المتبعثرة تكون صغيرة ويقارب زمن القياس عدة ساعات أو أيام في حالة التبعثر الضعيف جدًا. وإذا استخدمت العناصر البصرية في التبئير مثل المرايا أو البلورات موحدة اللونية المنحنية أو العناصر البصرية المسامتة أو موحدة اللونية مثل الطبقات المتعددة، يمكن عندها إنقاص زمن القياس على نحو كبير. تسمح المسامتة النقطية بتوجه الأنظمة غير المتحدة الخواص المحددة (الألياف، الموائع المقصوصة).
2. تجهيزات المسامتة الخطية تحد الحزمة فقط في اتجاه واحد لذلك يتسع ويصبح خطا ضيقا. إن حجم العينة المضاءة أكبر مقارنة مع المسامتة النقطية، والشدة المتبعثرة عند شدة الدفق نفسه تكون أكبر. وبذلك يكون زمن القياس مع تجهيزات المسامتة الخطية أصغر وفي مجال عدة دقائق. سيئة هذه التجهيزات أنه النموذج المسجل يكون أساسا تراكبا (مطوية على بعضها) من عدة نماذج متاخمة للثقوب. يمكن إزالة التشويه الناتج بسهولة باستخدام خوارزميات أو طرق فك الطي المعتمدة على تحويل فورييه، ولكن فقط في حالة النظام الموحد الخواص. إن المسامتة الخطية ذات منفعة كبيرة للمواد الموحدة الخواص ذات البنى النانوية، مثل البروتينات، والمؤثرات السطحية، والجسيمات المشتتة، والمستحلبات.

## اقرأ أيضا
- حيود الأشعة السينية
- تبعثر الأشعة السينية بزاوية كبيرة

### مصنعو أجهزة SAXS
- PANalytical، هولندا.
- Anton Paar GmbH, النمسا.
- Bruker AXS، ألمانيا.
- Hecus "X-Ray Systems Graz"، النمسا.
- Rigaku Corporation، اليابان.